# Juiz de Fora
Juiz de Fora là một thành phố Brasil. Thành phố này thuộc bang Minas Gerais. Dân số theo điều tra năm 2010 của Viện Địa lý và Thống kê Brasil là 526,706 người. Đây là thành phố đông dân thứ 36 của Brasil.